# Webber
Webber és una població dels Estats Units a l'estat de Kansas. Segons el cens del 2000 tenia 37 habitants.

## Demografia
Segons el cens del 2000, Webber tenia 37 habitants, 20 habitatges, i 14 famílies. La densitat de població era de 129,9 habitants/km².
Dels 20 habitatges en un 10% hi vivien nens de menys de 18 anys, en un 60% hi vivien parelles casades, en un 5% dones solteres, i en un 30% no eren unitats familiars. En el 30% dels habitatges hi vivien persones soles el 20% de les quals corresponia a persones de 65 anys o més que vivien soles. El nombre mitjà de persones vivint en cada habitatge era d'1,85 i el nombre mitjà de persones que vivien en cada família era de 2,21.
Per edats la població es repartia de la següent manera: un 10,8% tenia menys de 18 anys, un 0% entre 18 i 24, un 16,2% entre 25 i 44, un 24,3% de 45 a 60 i un 48,6% 65 anys o més.
L'edat mediana era de 65 anys. Per cada 100 dones de 18 o més anys hi havia 120 homes.
La renda mediana per habitatge era de 25.417 $ i la renda mediana per família de 26.250 $. Els homes tenien una renda mediana de 16.250 $ mentre que les dones 23.750 $. La renda per capita de la població era d'11.769 $. Cap de les famílies estaven per davall del llindar de pobresa.

## Poblacions més properes
El següent diagrama mostra les poblacions més properes.